# 安妮特·班寧
安妮特·卡洛兒·班寧（英語：Annette Carol Bening，1958年5月29日—），是一位美国女演员。

## 職業生涯
小学时就在学校参与出演话剧。高中毕业前一年便考入旧金山州立大学戏剧系，之后就讀於美国音乐学院剧院并参与舞台戏剧的演出。毕业后的首部舞台剧的演出便使她获得了托尼奖提名（1987年）。之后几年，她还接拍了一些电视电影。1988年她出演了自己的第一部电影长片《夏日尖兵》（The Great Outdoors）。
1990年的电影《致命赌局》（Grifters,The）充分展现了她精湛的演技，并为她赢得了第63届（1990年度）奥斯卡最佳女配角奖的提名。1999年，安妮特·班寧以在《美国丽人》（American Beauty）中的出色表现再获第72届（1999年度）奥斯卡最佳女主角奖的提名。但在评委投票中惜败于希拉里·斯旺克。
2004年，沉寂数年的安妮特·班寧凭借改编自威廉·索默赛特·毛姆小说的《情迷茱莉娅》（Being Julia）第三次获得奥斯卡最佳女主角奖的提名，可是她又一次败在希拉里·斯旺克手下。所幸她获得了2004年度金球奖音乐喜剧类最佳女主角的荣誉。
2010年她凭借女同题材影片《非單親關係》再次获得金球奖音乐喜剧类最佳女主角奖，並入围第83届奥斯卡金像奖最佳女主角。2023年以《泳不放棄》第四度入圍奥斯卡最佳女主角奖。

## 個人生活
1991年，與著名影星沃伦·比蒂坠入爱河。两人于1992年3月12日结婚。共育有4个子女。

## 影视作品
- 1988年：《夏日尖兵》
- 1989年：《孽戀》
- 1990年：《來自邊緣的明信片》
- 1990年：《致命赌局》
  - 提名奥斯卡最佳女配角奖
  - 提名英國電影學院獎最佳女主角
- 1991年：《豪情四海》
  - 提名金球奖剧情类电影最佳女主角
- 1991年：《火星人玩转地球》
- 1994年 :  《愛你、戀你、想你》
- 1995年：《白宮夜未眠》
  - 提名金球獎最佳音樂及喜劇類電影女主角
- 1998年：《緊急動員》
- 1999年：《美国丽人》
  - 英國電影學院獎最佳女主角
  - 美國演員工會獎最佳女主角
  - 提名奥斯卡最佳女主角奖
  - 提名金球奖剧情类电影最佳女主角
- 2004年：《情迷茱莉娅》
  - 金球獎最佳音樂及喜劇類電影女主角
  - 提名奥斯卡最佳女主角奖
  - 提名美國演員工會獎最佳女主角
- 2006年：《怪誕家族》
  - 提名金球獎最佳音樂及喜劇類電影女主角
- 2009年：《愛在你左右》
- 2010年：《性福拉警報》
  - 金球獎最佳音樂及喜劇類電影女主角
  - 提名奥斯卡最佳女主角奖
  - 提名英國電影學院獎最佳女主角
  - 提名美國演員工會獎最佳女主角
- 2013年：《衰女日記》
- 2013年：《聽說愛情回來過》
- 2015年：《翻唱人生》
- 2016年：《二十世紀的她們》
  - 提名金球獎最佳音樂及喜劇類電影女主角
- 2017年：《影星永駐利物浦》
- 2019年：《驚奇隊長》
- 2022年：《尼羅河謀殺案》
- 2022年：《傑瑞和瑪姬生活闊綽》
- 2023年：《泳不放棄》
  - 提名奥斯卡最佳女主角奖
  - 提名金球獎劇情類電影最佳女主角